# Alice Bhagwandai Singh
Alice Bhagwandai Singh, geboren als Alice Bhagwandai Sital Persaud (22 april 1891 – 2 november 1970), was een Surinaams-Guyaans gemeenschapswerkster en schrijfster.

## Biografie

### Vroege leven
Singh werd geboren in een Hindoestaanse familie in Suriname en groeide op in de hoofdstad Paramaribo. Haar grootmoeder van vaderskant, Phularjee, was een brahmaan uit van oorsprong Bengalen. Haar ouders emigreerden naar Suriname. Haar vader, Sital Persaud, was een organisator binnen de gemeenschap en een rolmodel voor haar toen ze opgroeide. Haar moeder, Mary, groeide op in een christelijke Hindoestaanse middenklassegezin dat was geïntegreerd in de Nederlandse koloniale cultuur. Ze had twee broers en een zus. Ze groeide op in de taal Sarnami Hindustani en volgde onderwijs in een nabijgelegen klooster. 
Terwijl ze als typiste werkte bij het immigratiebureau ontmoette ze ze Jung Bahadur Singh. Ze trouwden op 23 februari 1910 in Paramaribo in zowel een burgerlijke, christelijke als hindoehuwelijk en verhuisden vervolgens naar Brits-Guyana .

### Maatschappelijk werk en carrière
In juni 1927 richtte ze de liefdadigheidsorganisatie East Indian Ladies' Guild (EILG) op. 
In 1934 richtte haar echtgenoot met haar ondersteuning de hindoeïstische religieuze organisatie Brittish-Guyana Sanatan Dharma Maha Sabha op. Ze was ook medeoprichter van een vrouwenafdeling ervan, genaamd Sanatan Dharma Maha Lakshmi Sabha. 
Op 10 maart 1937 werd de British Guyana Dramatic Society (BGDS) bij haar thuis opgericht. Zij was de eerste voorzitter en regisseerde verschillende toneelstukken. De vereniging organiseerde jaarlijks openbare voorstellingen. Vaak waren dat toneelstukken van Indiase toneelschrijvers of stukken gebaseerd op de Indiase geschiedenis en mythologie. 
Singh was ook actief voor de Commonwealth Heart and Chest Association, de Girl Guides, het Rode Kruis, de St. John's Ambulance Brigade, de Tuberculosis Society, de Women's League of Social Services (waarvan zij een van de oprichters was) en de YWCA. In 1936 richtte ze ook de Balak Sahaita Mandalee (BSM) op die zich inzet voor arme Indiase vrouwen en hun kinderen. 
Ze werd door de regering benoemd tot bestuurslid van de Poor Law Commission, waarvoor ze intakegesprekken afnam en aanvragen verwerkte voor uitkeringsgerechtigden. Als lid van de gevangeniscommissariaat richtte ze zich op een menselijke behandeling van gevangenen. 
In haar latere jaren schreef ze een autobiografie over de immigratie van haar familie naar de regio. Hiermee was zij de eerste Caribische vrouw van Indiase afkomst die dit deed. Het was een van haar zonen, Hardutt, die haar hiertoe overhaalde.

### Persoonlijk leven
Singh kreeg met haar man vier dochters en drie zoons. Een van haar dochters, Rajkumari Singh, was zelf een activist en schrijfster.

## Onderscheiding
In 1950 ontving ze de Most Excellent Order of the British Empire ter ere van haar werk op het gebied van sociale organisatie.